# Osangulariidae
Osangulariidae es una familia de foraminíferos bentónicos de la superfamilia Chilostomelloidea, del suborden Rotaliina y del orden Rotaliida. Su rango cronoestratigráfico abarca desde el Albiense (Cretácico superior) hasta la Actualidad.

## Clasificación
Osangulariidae incluye a los siguientes géneros:
- Charltonina †
- Cribroparrella †
- Goupillaudina †
- Osangularia

Otros géneros considerados en Osangulariidae son:
- Parrella, aceptado como Osangularia
- Transylvanina, aceptado como Charltonina